# 빛 (BREAKERZ의 노래)
〈빛〉(일본어: 光 히카리[*])는 브레이커즈의 여섯 번째 싱글이다 2009년 7월 15일에 제인 레코드에서 발매됐다. 한국어 버전은 〈빛〉이라는 제목으로 메이트가 불렀다.

## 개요
- 초회반A에서는 〈Everlasting Luv〉의 라이브 버전과 표제곡의 프로모션 비디오, 초회반B에서는 〈BAMBINO(밤비노)〉의 라이브 버전과 표제곡의 녹음의 비화, 통상판에서는 〈B.R.Z (내일로의 다리)〉 어쿠스틱 버전, Musing반은 〈BREAKERZ LIVE TOUR 2009 GRAND FINALE (청춘 데이즈)〉의 영상에서 5곡 수록된다.

## 수록곡

### 초회한정반 A

#### CD
1. 빛(光)
  - 작사 · 작곡: 다이고, 편곡: 브레이커즈
2. Faraway So Close.
  - 작사 · 작곡: 아키히데, 편곡: 브레이커즈
3. Everlasting Luv [2009.4.30 Live at 시부야 C.C.Lemon 홀]
  - 작사: 다이고, 작곡: 다이고, 신페이, 편곡: 브레이커즈

다섯 번째 싱글 〈Everlasting Luv/BAMBINO ~밤비노~〉의 첫 번째 라이브 버전.

#### 특전 DVD
〈빛〉 Music Clip＋Music Clip 오프샷

### 초회한정반B

#### CD
1. 빛(光)
2. Faraway So Close.
3. BAMBINO~밤비노~ [2009.4.30 Live at 시부야 C.C.Lemon 홀]
  - 작사: 다이고, 작곡: 신페이, 편곡: 브레이커즈

5번째 싱글 〈Everlasting Luv/BAMBINO ~밤비노~〉의 2번째 라이브 버전.

#### 특전 DVD
그런 것까지 보여버린 거니!? 엄청 희귀! 녹음 풍경 ~빛이 될 때까지~(そんなトコまで見せちゃうの!?超激レア!レコーディング風景 ～光ができるまで～)

### 통상반
1. 빛(光)
2. Faraway So Close.
3. B.R.Z ~내일로의 다리~ (Acoustic Version)(B.R.Z 〜明日への架橋〜（Acoustic Version）)
  - 작사 · 작곡: 다이고, 편곡: DJ ME-YA, 브레이커즈

2번째 앨범 《CRASH & BUILD》 수록곡의 어쿠스틱 버전. 어쿠스틱 미니 앨범 《B.R.Z ACOUSTIC》에도 수록되어있다.

### Musing반
1. 빛(光)
2. Faraway So Close.

## 타이업
- 요미우리 TV 제작 닛폰 TV계 애니메이션 《명탐정 코난》 닫는 곡 (#1)

## 참가 음악가
- 미쿠즈키 치하루 - 베이스
- 야마키 히데오 - 드럼
- 오노즈카 아키라(DIMENSION) - 피아노

## 메이트 버전
〈빛〉은 2010년 5월 31일에 발매된 메이트의 싱글이며, 2010년 5월 26일부터 2010년 8월 19일까지 투니버스에서 방영된 《명탐정 코난 8기》의 주제가로 쓰였다.
| TV 애니메이션 《명탐정 코난》 닫는 곡 2009년 7월 11일 (540화) ~ 2009년 12월 26일 (561화)      |                   |                                                          |
| 이전 곡: 가넷 크로우 〈Doing all right〉                                                      | 브레이커즈 〈빛〉 | 다음 곡: Hundred Percent Free 〈Hello Mr. my yesterday〉 |
| TV 애니메이션 《명탐정 코난》 더빙판 주제가 2010년 5월 26일 (389화) ~ 2010년 8월 19일 (440화) |                   |                                                          |
| 이전 곡: 상지 〈Love For You〉                                                                | 메이트 〈빛〉     | 다음 곡: 쿠라키 마이 〈Tomorrow is the last time〉       |